# Le Rêve du papillon
Pour les articles homonymes, voir Le Rêve du papillon (homonymie).

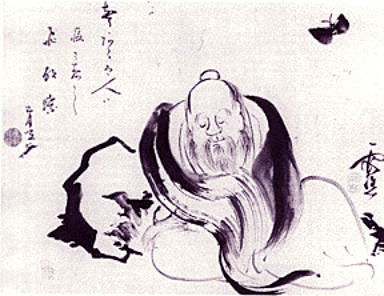
Le Rêve du papillon (auteur inconnu).

Le Rêve du papillon est une fable, une parabole célèbre de Tchouang-tseu dans son Zhuangzi, chapitre II, « Discours sur l'identité des choses ». En chinois, le titre en est 庄周梦蝶 (zhuāng zhōu mèng dié), qui évoque un rêve de Tchouang-tseu.
Selon cette parabole, le sage rêve qu'il est un papillon, et se réveillant, se demande s’il n'est pas plutôt un papillon qui rêve qu'il est Tchouang-tseu (ou Zhuāngzǐ, en pinyin).

## Le texte
« Zhuangzi rêva une fois qu'il était un papillon, un papillon qui voletait et voltigeait alentour, heureux de lui-même et faisant ce qui lui plaisait. Il ne savait pas qu'il était Zhuangzi. Soudain, il se réveilla, et il se tenait là, un Zhuangzi indiscutable et massif. Mais il ne savait pas s'il était Zhuangzi qui avait rêvé qu'il était un papillon, ou un papillon qui rêvait qu'il était Zhuangzi. Entre Zhuangzi et un papillon, il doit bien exister une différence ! C'est ce qu'on appelle la Transformation des choses. »

— Tchouang-tseu, Zhuangzi, chapitre II, « Discours sur l'identité des choses »

## Influence
La philosophie de Zhuangzi a eu une grande influence sur le développement du bouddhisme chinois, et tout spécialement du bouddhisme Chan. Le rêve du papillon est une des premières versions de l'argument du rêve.[réf. nécessaire]